# 台北銀行足球隊
台北銀行足球隊，簡稱北銀足球隊，是一支於2000年解散的中華民國足球隊，解散前係由台北銀行贊助成立。北銀足球隊於1973年首次參加銀行杯，1977年時北銀招納臺北市立體育專科學校畢業選手及在校學生選手，進而在1980年代及1990年代，與飛駝足球隊稱霸台灣足壇。
1999年11月30日，台北銀行從隸屬台北市政府的公有銀行，改組成民營企業。並在時任總經理丁予康策劃下，於次年解散足球隊。
北銀隊二十七年隊史中，曾在全國男子甲組足球聯賽中奪得三次冠軍、五次亞軍、五次季軍。

## 球隊榮譽
- 全國男子甲組足球聯賽冠軍：1986年，1989年，1991年
- 全國男子甲組足球聯賽亞軍：1983年，1985年，1990年，1994年，1998年
- 全國男子甲組足球聯賽季軍：1984年，1987年，1993年，1995年，1996年